# Sphecotypus niger
Genre
Synonymes
- Myrmecisca Thorell, 1897

Espèce
Synonymes
- Myrmecia nigra Perty, 1833
- Sphecotypus formicarius O. Pickard-Cambridge, 1895

Sphecotypus niger, unique représentant du genre Sphecotypus, est une espèce d'araignées aranéomorphes de la famille des Corinnidae.

## Distribution
Cette espèce se rencontre du Nicaragua au Brésil.

## Description
Le mâle décrit par Leister et Miller en 2014 mesure 13,55 mm et la femelle 14,80 mm
Cette araignée est myrmécomorphe, elle ressemble étonnamment à la fourmi Neoponera villosa (en).

## Systématique et taxinomie
Cette espèce a été décrite sous le protonyme Myrmecia nigra par Perty en 1833. Elle est placée dans le genre Sphecotypus par Simon en 1897.
Sphecotypus formicarius a été placée en synonymie par Simon en 1897.
Ce genre a été décrit par O. Pickard-Cambridge en 1895 dans les Myrmecidae. Il est placé dans les Clubionidae par Simon en 1897 puis dans les Corinnidae par Lehtinen en 1967.
Myrmecisca a été placé en synonymie par Simon en 1897.

## Publications originales
- Perty, 1833 : Arachnides Brasilienses. Delectus animalium articulatorum quae in itinere per Braziliam annis 1817 et 1820 jussu et auspiciis Maximiliani Josephi I. Bavariae Regis Augustissimi peracto collegerunt dr. J. B. de Spix et dr. C. F. Ph. de Martius. Monachii, p. 191-209.
- O. Pickard-Cambridge, 1895 : « Arachnida. Araneida. » Biologia Centrali-Americana, Zoology, vol. 1, p. 145-160 (texte intégral).